# بيل براون (معلق رياضي)
بيل براون (بالإنجليزية: Bill Brown)‏ هو معلق رياضي أمريكي، ولد في 20 سبتمبر 1947 في سيداليا في الولايات المتحدة.